# Rocky (manga)
Rocky (ROCKY?, Rokkī) è un manga di Akira Toriyama scritto e disegnato nel 1989, breve spin-off di Dr. Slump & Arale.
Il manga è stato pubblicato per la prima volta all'interno della raccolta Dōjinshi Neko Jū Jisha to Sono Yūjin-tachi, che raccoglie storie brevi a fumetti realizzate da numerosi mangaka differenti. Rocky non è mai stato pubblicato al di fuori della raccolta e per questo motivo è tuttora inedito fuori dal Giappone.
Il personaggio principale della storia, Rocky, ricorda nelle sembianze il personaggio di Suppaman di Dr. Slump & Arale, e passa le giornate a girare per la città con la propria auto da corsa. Nel manga appare anche Arale Norimaki, che viene sfidata da Rocky in velocità, ma la gara si conclude a favore della bambina, che mette sulla testa del vinto una cacca rosa. La vicenda si conclude con l'auto di Rocky distrutta in incidente.